# Джомба, Мирза
Мирза Джомба (хорв. Mirza Džomba; род. 28 февраля 1977, Риека) — хорватский гандболист, игравший на позиции крайнего правого. Олимпийский чемпион 2004 года и чемпион мира 2003 годов.

## Карьера
Воспитанник школы команды «Замет» (Риека), выступал за этот клуб до 1996 года. Вскоре подписал контракт с «Загребом», в составе которого провёл пять лет, причём в каждый из этих годов он становился и чемпионом, и обладателем Кубка Хорватии. Трижды он выходил в финал Лиги чемпионов с клубом, однако все три раза его команда терпела неудачу в финалах против «Барселоны».
В 2001 году Мирза переехал в Венгрию в команду «Веспрем»: ему удалось в 2002 году выиграть чемпионат и Кубок страны, однако снова в финале Лиги чемпионов его ждала неудача, и на сей раз его команда была бита «Магдебургом». Оформив аналогичные дубли в 2003 и 2004 годах, Джомба перебрался летом 2004 года в состав испанской команды «Сиудад Реал». Именно там ему удалось выиграть все возможные трофеи: чемпионат Испании, Кубок Испании, Суперкубок Испании, Лигу чемпионов, Кубок европейских чемпионов и Суперкубок МФГ.
Летом 2007 года он вернулся в Хорватию в состав «Загреба», где выиграл три чемпионата и три кубка страны, успешно выступив и в Лиге чемпионов. 15 июня 2010 он объявил о переходе в польскую команду «Виве Тарги», действовавших чемпионов Польши. Он провёл только один сезон в клубе, выиграв Кубок Польши и проиграв в финале «Висле» из Плоцка. В августе 2011 года Мирза объявил о завершении карьеры.
В составе сборной Хорватии он выиграл чемпионат мира 2003 года, Средиземноморские игры 1997 и 2001 годов, а также Олимпиаду 2004 в Афинах. Всего провёл 173 игры и забил 667 голов. В сборной был одним из лучших крайних правых игроков.

## Достижения

### Клубные
- Чемпион Хорватии: 1997, 1998, 1999, 2000, 2001, 2008, 2009, 2010
- Победитель Кубка Хорватии: 1997, 1998, 1999, 2000, 2008, 2009, 2010
- Чемпион Венгрии: 2002, 2003, 2004
- Победитель Кубка Венгрии: 2002, 2003, 2004
- Чемпион Испании: 2007
- Победитель Кубка Испании: 2005, 2006, 2007
- Победитель Суперкубка Испании: 2005
- Победитель Кубка Польши: 2011
- Победитель Лиги Чемпионов: 2006
- Финалист Лиги Чемпионов: 1997, 1998, 1999, 2002, 2005
- Победитель Кубка чемпионов ЕФГ: 2005, 2006
- Финалист Кубка чемпионов ЕФГ: 2002
- Победитель Суперкубка МФГ: 2007

### В сборной
- Олимпийский чемпион: 2004
- Чемпион мира: 2003
- Серебряный призёр чемпионата мира: 2005
- Серебряный призёр чемпионата Европы: 2008
- Чемпион Средиземноморских игр: 1997, 2001